# Люмьер (кинопремия, 1999)
4-я церемония вручения наград премии «Люмьер» за заслуги в области французского кинематографа за 1998 год состоялась 16 января 1999 года.

## Список лауреатов
- Лучший фильм :
  - Воображаемая жизнь ангелов, режиссёр Эрик Зонка
- Лучший режиссёр :
  - Эрик Зонка, Воображаемая жизнь ангелов
- Лучший актёр :
  - Жак Вильре за роль в фильме Ужин с придурком
- Лучшая актриса :
  - Буше Элоди за роль в фильме Воображаемая жизнь ангелов
- Лучший сценарий :
  - Ужин с придурком – Франсис Вебер
- Лучший иностранный фильм :
  - Жизнь прекрасна , режиссёр Роберто Бениньи